# James Matthews
James A. Matthews, né le 7 novembre 1919 à Culcairn et décédé le 25 juin 1999, est un joueur australien de tennis.

## Carrière
1/4 de finaliste de l'Open d'Australie en 1947,.